# Sardanápalo (personaje)
Sardanápalo (en griego antiguo: Σαρδανάπαλος ο Σαρδανάπαλλος; /sɑrdəˈnæpələs/) fue, según algunas fuentes bibliográficas, el último rey de Asiria, aunque en realidad esta distinción pertenece a Ashur-uballit II. Supuestamente vivió en el siglo VII a. C. y es retratado como una figura decadente que pasa su vida en autocomplacencia y muere en una orgía. Se creía que Sardanápalo era el nombre dado en griego a Asurbanipal, pero hoy se sabe que no son la misma persona, pues este era de carácter completamente opuesto: un gobernante académico, altamente eficiente y militarmente poderoso. Su figura fue un tema recurrente en la literatura y el arte del romanticismo.

## Descripción

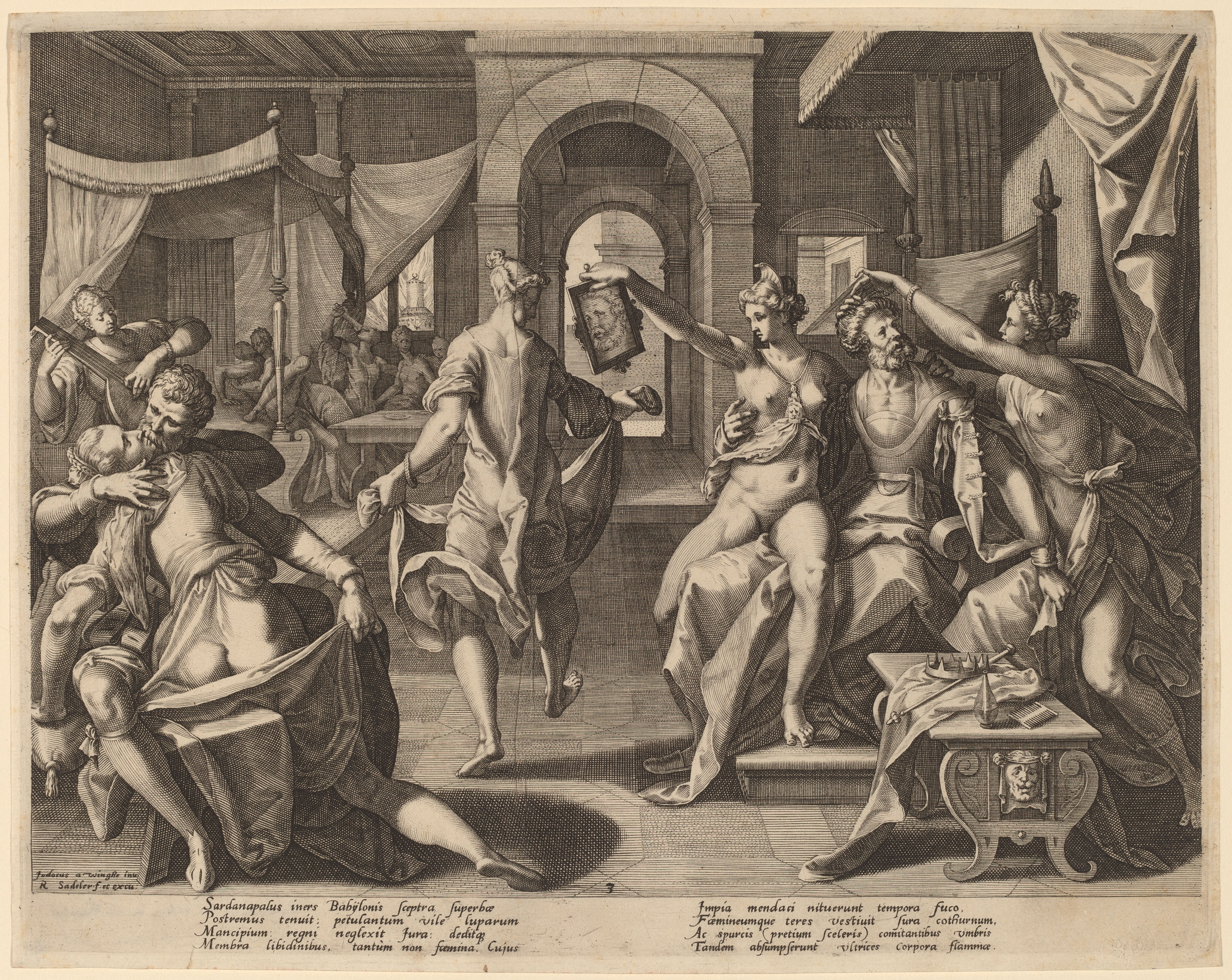
Sardanápalo entre las concubinas, por Joos van Winghe. (1589)

Aristóteles comenta en el quinto capítulo del Libro I de la Ética nicomáquea que Sardanápalo es un ser llevado por sus pasiones. 

La mayor parte de los hombres, si hemos de juzgarlos tales como se muestran, son verdaderos esclavos, que escogen por gusto una vida propia de brutos, y lo que les da alguna razón y parece justificarles es que los más de los que están en el poder sólo se aprovechan de éste para entregarse a excesos dignos de un Sardanápalo.

Marco Juniano Justino lo describe en su Epítome de las historias filípicas de Pompeyo Trogo así:

... reino acerca de ellos fue Sardanápalo, hombre más corrupto y vicioso que mujer ninguna... le hallo sentado entre una muchedumbre de mujeres, mancebas y concubinas suyas hilando lana, de la que se hace la púrpura: con su rueca en la cinta en atavío de mujer, con muy grande afeminación y delicadeza de cuerpo, y lascivia de los ojos en la cual sobrepasaba a todas las mujeres del mundo... y se hubo de retraer a la ciudad en su casa real y por no venir vivo a manos de sus enemigos, mandó hacer en medio de ella una hoguera grande donde se echó a sí y todas sus riquezas: para allí con ellas quemarse: en lo cual solo en toda la vida se mostró ser hombre.

## Sardanápalo en el arte

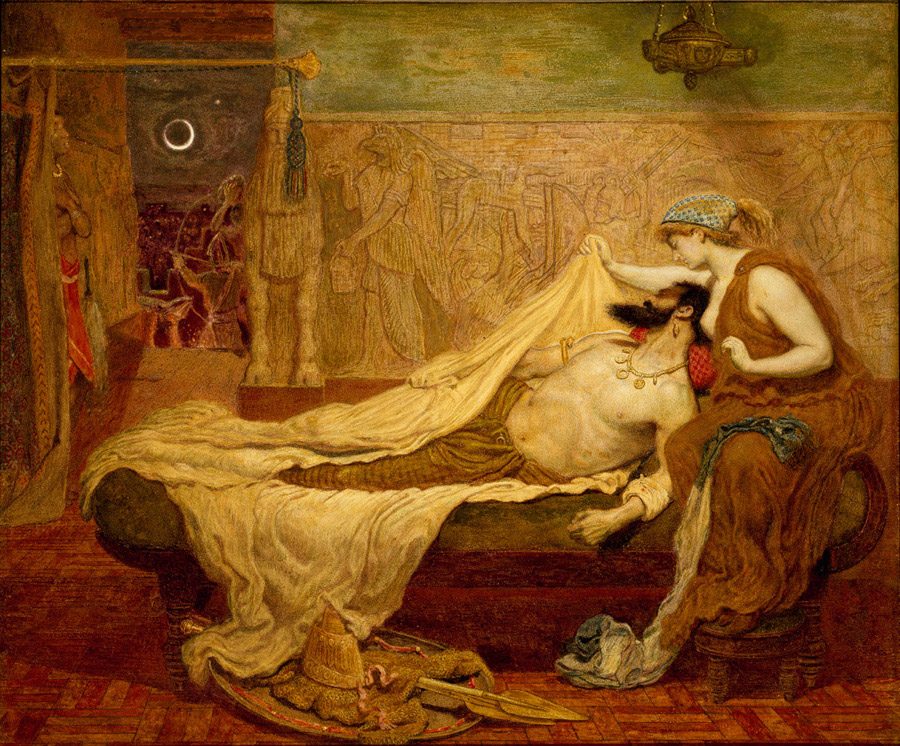
Sueño de Sardanápalo, por Ford Madox Brown. (1871)

Sardanápalo fue un personaje recurrente en la ópera. Giovanni Domenico Freschi compuso una opera titulada Sardanápalo con libreto de Carlo Maderni en 1679. Christian Ludwig Boxberg compuso una ópera titulada Sardanápalo en 1698. Giulio Alary compuso una opera en cinco actos titulada Sardanápalo con libreto de Emiliano Pacini en 1852. Lord Byron escribió una tragedia histórica de su vida en cinco actos titulada Sardanápalo en 1821. Victorin de Joncières compuso una opera titulada Sardanápalo con libreto de Henry Becque en 1867. La obra de Byron inspiró a Franz Liszt la ópera inacabada del mismo nombre. Eugène Delacroix pintó un cuadro sobre La muerte de Sardanápalo. Edwin Atherstone lo describió como un mujeriego, cobarde y cruel tirano en su novela La caída de Nínive. Victor-Alphonse Duvernoy compuso una opera en tres actos titulada Sardanápalo con libreto de Pierre Berton en 1882. Hector Berlioz compuso una cantata titulada Sardanápalo. Además, Otto Bach y Alexander Sergeievitch Famintzin compusieron sendas óperas con igual título. Benjamin Wilhelm Mayer compuso una obertura homónima.